# خوموتیتسه
خوموتیتسه (به چکی: Chomutice) یک منطقهٔ مسکونی در جمهوری چک است که در شهرستان ییچین واقع شده‌است.